# 1783 Альбицький
1783 Альбицький (1935 FJ, 1933 TB, 1952 BP1, 1952 DP, 1970 GA1, 1783 Albitskij) — астероїд головного поясу, відкритий 24 березня 1935 року.
Тіссеранів параметр щодо Юпітера — 3,343.